# Jeongeup
Jeongeup est une ville de la Corée du Sud, dans la province du Jeolla du Nord.

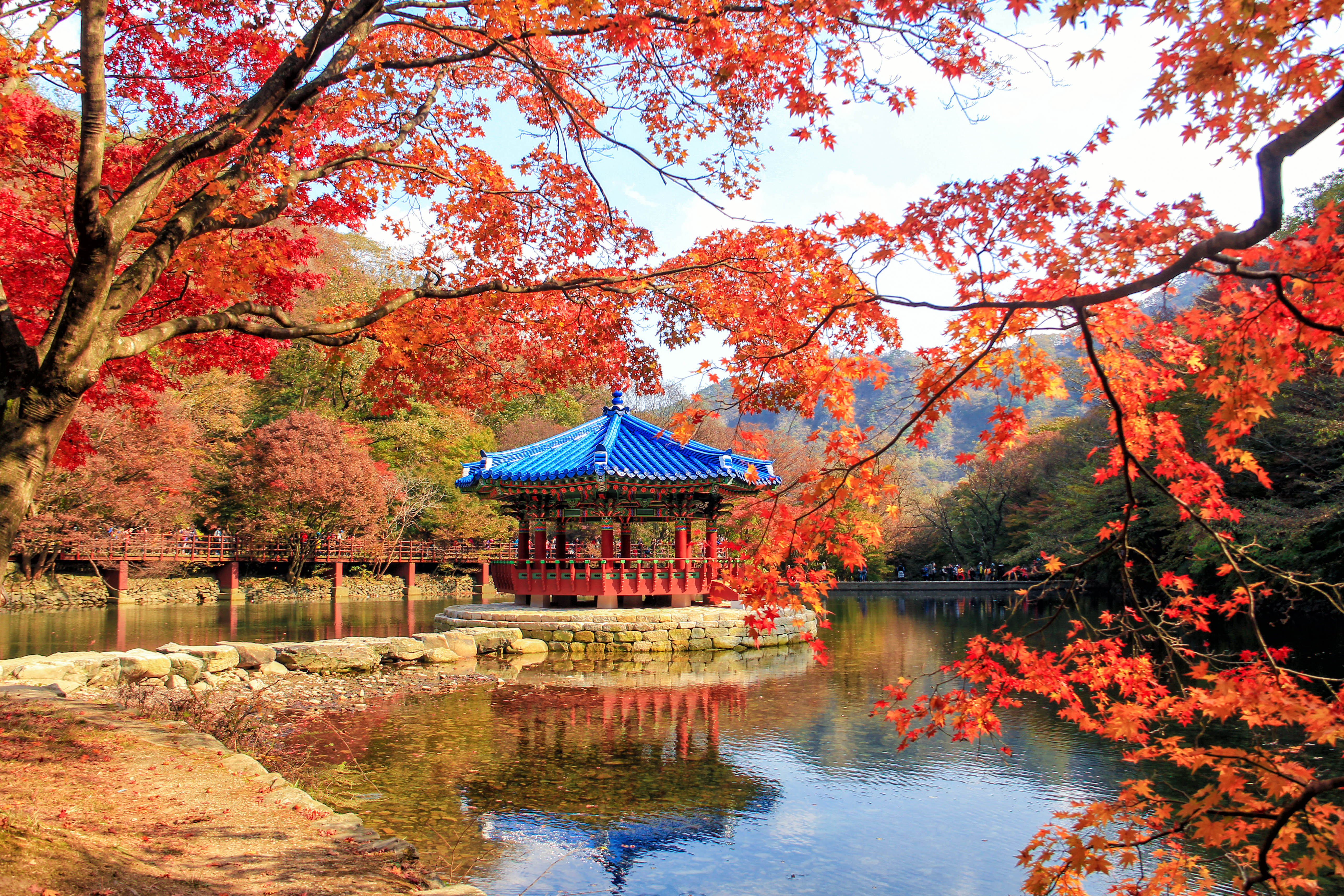
Pavillon Naejangsan entouré des feuilles pourpres de l'automne

## Jumelages
- Jongno-gu (Corée du Sud)
- Sacheon (Corée du Sud)
- Sokcho (Corée du Sud)
- Suseong-gu (Corée du Sud)
- Xuzhou (Chine)
- Narita (Japon)